# やれたかも委員会
『やれたかも委員会』（やれたかもいいんかい）は、吉田貴司による日本の恋愛コメディ漫画。本項ではこれを原作とした実写ドラマ作品も取り扱う。

## 概要
吉田貴司が2016年4月からウェブサイト・noteにて掲載を開始。のちにcakesでも掲載。毎回主人公の違うオムニバス形式の漫画作品。
2016年6月に電子書籍で自主出版（短編集「スイートメモリー（1）」収録）。オチとなる判定結果はもちろん、心理描写や情景描写が「男子あるある」としてSNSを中心に話題となる。2017年に単行本化。2017年末に実写ドラマ化が決定し、2018年から配信された。

## 物語
毎回、女性との「やれたかもしれない」（セックスできたかもしれない）思い出を持つ男性が、面接会場のような場所を訪れ、女性との甘酸っぱさやほろ苦さ残る思い出を独白形式で語る。女性が独白する回もある。聞き手である男性2名、女性1名で構成される「やれたかも委員会」メンバーが、最後に「やれた」か「やれたとは言えない」かを判定する。

## 作品のきっかけ
第1作の着想は2013年。友人との「あの時こうしたら（女性と）やれたんじゃないかみたいのってあるよね?」「誰かにやれたかやれなかったか判定してもらいたい」という他愛もない会話から発想が生まれ、その逸話はそのまま第1話の元となっている。作品タイトル『やれたかも委員会』もこの会話の中で生まれた。
出版社を挟まず作品発表しているのは、編集者を挟むと面白くなくなると思ったから。雑誌で発表すると埋もれると思ったから、としている。半面、予算が少なくアシスタントを使用していないため、背景の白さなど作画クオリティの低さを気にしている。

## 登場人物
演者はウェブドラマ版。

### やれたかも委員会
能島 明（のうじま あきら）
演 - 秋山竜次
犠星塾塾長。塾長を名乗るが、どのような塾なのかは不明。委員会ではセンター位置に座り、空手着のような道着を着用。「やれたかもしれない夜は人生の宝です」など名言を残す。
ウェブドラマ版では主人公とされる。
テレビドラマ版では名前が能島 譲（のうじま ゆずる、演 - 佐藤二朗）に変更。
パラディソ
演 - 本多力
ミュージシャン。委員会では能島の向かって右側に座る。チューリップハットをかぶり、サングラスを着用。男性の独白中はパソコンなど機器をいじり、判定の多くは塾長の意見に追随する。
テレビドラマ版では名前がオアシス（演 - 山田孝之）に変更。
月 満子（つき みちこ）
演 - 朝比奈彩 
財団法人ミックステープ代表。委員会では能島の向かって左側に座る。唯一の女性委員として「やれたとは言えない」札を掲げ、男性を厳しい意見で切って落とす。最後にただし書きとして「今後もやれないとは言ってません」と補足する。
テレビドラマ版では名前が月 綾子（つき あやこ、演 - 白石麻衣）に変更。

## 書誌情報
- 吉田貴司「スイートメモリー（1）」（2016年6月24日、電書バト）ASIN B01H3JZGCM ※短編2編が収録。
- 吉田貴司「やれたかも委員会」双葉社 ※電子書籍版は電書バトから発売
  1. 2017年6月27日、ISBN 978-4-575-31273-7[7]
  2. 2018年3月28日、ISBN 978-4-575-31348-2
  3. 2019年2月2日、ISBN 978-4-575-31423-6
  4. 2022年1月20日、ISBN 978-4-575-31650-6
  5. 2022年1月20日、ISBN 978-4-575-31651-3

## 実写ドラマ
2018年、インターネット配信業者AbemaTV版と毎日放送制作・TBS系（TBSほか一部のみ）の地上波テレビ放送において、それぞれ別企画で実写ドラマ化される。ともに山口雅俊が演出として関わる。

### インターネット配信版
2018年1月27日から毎週土曜23:00 - 23:30にAbemaTVのAbemaSPECIALチャンネルで配信される。全8話。
ドラマオリジナルキャラクターとして、委員会室に謎のウエートレス、秘書・真野（西内ひろ）が配置される。
3月10日の最終回で堀江貴文のエピソードが配信されるに当たり、脚本をもとにした漫画を原作者の吉田貴司がcakesに描き下している。

#### キャスト（インターネット配信版）
- 第1話（2018年1月27日）「やれたかも委員会」同窓会編
  - 照澤武文（入江甚儀）
  - 唯川泉（逢沢りな）
- 第2話（2018年2月3日）「やれたかも委員会」初めての夜編
  - 羽賀ケンジロウ（福山翔大）
  - 佐渡川エリ（天使もえ）
- 第3話（2018年2月10日）「やれたかも委員会」人妻編[12]
  - 菅野健太郎（荒木宏文、回想：板垣瑞生）
  - 阿藤美由紀（野波麻帆）
- 第4話（2018年2月17日）「やれたかも委員会」サンタ編[13]
  - 大沢拓海（渡辺佑太朗）
  - 高梨リコ（玉城ティナ）
- 第5話（2018年2月24日）「やれたかも委員会」誘う女編[14]
  - 北坂智大（川野直輝）
  - 岸元さき（三上悠亜）
- 第6話（2018年3月3日）「やれたかも委員会」草食系男子編[15]
  - 石嶺晴海（相楽樹）
  - 藤森良太（萩原利久）
- 第7話（2018年3月10日）[16]
- 「やれたかも委員会」多動力の男編
  - 堀江貴文（堀江貴文、少年時：林一太郎）
  - 北条ゆい（矢崎希菜）[17]
- 「やれたかも委員会」振り返る男編
  - 都築恭平（髙嶋政宏）
  - 振り返る女（鹿嶋ゆかり）
  - 振り返るキャバ嬢（ほのか）

#### スタッフ（インターネット配信版）
- プロデューサー：谷口達彦、磐城文恵、杉山未帆（AbemaTV）、石原仁美
- 脚本：山崎淳也、山口雅俊、橋口俊貴（振り返る男編のみ）
- プロデュース：山口雅俊
- 演出：山口雅俊、西山太郎
- 映像協力：ヒント、松竹撮影所
- 制作著作：AbemaTV
- 主題歌：「君のひとみは10000ボルト」泉里香[18]

#### 関連番組（インターネット配信版）
事前特別番組としてバラエティ番組を2本制作。配信元はいずれもAbemaTV。
ドラマ「やれたかも委員会」スピンオフ・AV女優の初恋ピュア物語
2018年1月13日、20日配信。出演者をはじめとするAV女優が初恋の逸話を語るトーク番組。再現ドラマは漫画形式で表現する。
聞いてくれ!オレのやれたかも話
2018年1月21日配信。NON STYLEが進行を務めるバラエティ番組。お笑い芸人の過去の「やれたかも」体験談を女性タレントが委員会となって判定する。特別出演ににゃんこスター。

### 地上波テレビ放送版
2018年4月23日（22日深夜）から毎日放送の制作により、毎日放送およびTBSテレビをはじめとする同系列局の一部で放送の『ドラマイズム』枠で放送開始（TBSでは同月25日（24日深夜）開始）。dTVとNetflixでも配信される。
インターネット配信版とは異なり、制作の毎日放送の判断からキャラクター設定を原作から変更している。原作の吉田は「漫画とは一味違う一つのパラレルワールドとしてお楽しみください」と話している。以下、放送日は特記ない限り制作局である毎日放送のものを記する。

#### キャスト（地上波テレビ放送版）
- 能島譲 - 佐藤二朗
- 月綾子 - 白石麻衣（乃木坂46）
- オアシス - 山田孝之
- 椎名(秘書) - 立野沙紀

エピソード0：「特別編 やれたかもの夜明け」（2018年4月23日）
エピソード1：「山なみ編 横たわる山なみ」（2018年4月30日）
増田伸照（間宮祥太朗）
高校2年の増田（勧修寺保都）
倉橋由美子（小倉優香）
エピソード2：「クラブナイト編 クラブナイトへGo！」（2018年5月7日）
芳村朔太郎（浜野謙太）
マリエ（倉持由香）
マスター（般若）
エピソード3：「お米編 焼きそら豆と内もものぬくもり」（2018年5月14日）
長谷部良宏（森永悠希）
川上ヒロミ（武田玲奈）
エピソード4：「告白編 告白しちゃう問題」（2018年5月21日）
長迫まさゆき（永野宗典）
原ゆり子（江夏詩織）
エピソード5：「後日編 プディング特集と指ウニウニ」（2018年5月28日）
澤部わたる（杉野遥亮）
マチルダこと町田伸子（山本舞香）
澤部の想像中の高橋しょう子（高橋しょう子）
エピソード6：「映画編 映画友だちになってよ」（2018年6月4日）
安永紳一郎（中尾明慶）
平山あやの（森川葵）
エピソード7：「カラオケボックス編 地上に降りたキスだけ天使」（2018年6月11日）
谷戸啓介（矢野聖人）
円塔夏海（山地まり）
エピソード8：「太陽の塔編」（2018年6月18日）
岩瀬さつき（MEGUMI）
10年前のさつき（福田麻由子）
越田圭介（小関裕太）

#### 放送日程
| 各話   | 放送日   | 放送日  | サブタイトル                 | 脚本              |
| 各話   | 毎日放送 | TBS     | サブタイトル                 | 脚本              |
| ------ | -------- | ------- | ---------------------------- | ----------------- |
| 特別編 | 4月23日  | 4月25日 | 「やれたかも」の夜明け       | -                 |
| 第1話  | 4月30日  | 5月02日 | 横たわる山なみ               | 橋口俊貴 山口雅俊 |
| 第2話  | 5月07日  | 5月09日 | クラブナイトへGo!            | 山崎淳也 山口雅俊 |
| 第3話  | 5月14日  | 5月16日 | 焼きそら豆と内もものぬくもり | 山崎淳也 山口雅俊 |
| 第4話  | 5月21日  | 5月23日 | 告白しちゃう問題             | 山崎淳也 山口雅俊 |
| 第5話  | 5月28日  | 5月30日 | プディング特集と指ウニウニ   | 山崎淳也 山口雅俊 |
| 第6話  | 6月04日  | 6月06日 | 映画友だちになってよ         | 山崎淳也 山口雅俊 |
| 第7話  | 6月11日  | 6月13日 | 地上に降りたキスだけ天使     | 山崎淳也 山口雅俊 |
| 最終話 | 6月18日  | 6月20日 | 太陽の塔                     | 山崎淳也 山口雅俊 |

#### 放送局
初回は特別編を放送。
| 放送期間                | 放送時間                     | 放送局         | 対象地域       | 備考       |
| ----------------------- | ---------------------------- | -------------- | -------------- | ---------- |
| 2018年4月23日 - 6月18日 | 月曜 0:50 - 1:20（日曜深夜） | 毎日放送       | 近畿広域圏     | 製作局     |
| 2018年4月25日 - 6月20日 | 水曜 1:28 - 1:58（火曜深夜） | TBSテレビ      | 関東広域圏     |            |
| 2018年4月28日 - 6月23日 | 土曜 1:25 - 1:55（金曜深夜） | 静岡放送       | 静岡県         |            |
| 2018年5月4日 - 6月29日  | 金曜 0:56 - 1:26（木曜深夜） | あいテレビ     | 愛媛県         |            |
| 2018年5月9日 - 7月4日   | 水曜 1:28 - 1:58（火曜深夜） | IBC岩手放送    | 岩手県         |            |
| 2018年5月10日 - 7月12日 | 木曜 1:30 - 2:00（水曜深夜） | 北陸放送       | 石川県         |            |
| 2018年5月16日 - 7月11日 | 水曜 0:55 - 1:25（火曜深夜） | テレビユー山形 | 山形県         |            |
| 2018年5月17日 - 7月12日 | 木曜 1:50 - 2:20（水曜深夜） | 山陽放送       | 岡山県・香川県 |            |
| 2018年5月22日 - 7月24日 | 火曜 0:55 - 1:25（月曜深夜） | 長崎放送       | 長崎県         |            |
| 2018年5月25日 - 7月20日 | 金曜 0:56 - 1:26（木曜深夜） | 熊本放送       | 熊本県         |            |
| 2018年6月13日 - 8月1日  | 水曜 1:05 - 1:35（火曜深夜） | 東北放送       | 宮城県         | [ 注釈 1 ] |

| 毎日放送・TBS ドラマイズム | 毎日放送・TBS ドラマイズム | 毎日放送・TBS ドラマイズム |
| 前番組                     | 番組名                     | 次番組                     |
| -------------------------- | -------------------------- | -------------------------- |
| わたしに××しなさい! / 兄友 | やれたかも委員会           | 覚悟はいいかそこの女子。   |